# Humberto Luis Rivas Ribeiro
Pour les articles homonymes, voir Ribeiro.
Humberto Luis Rivas Ribeiro (Buenos Aires, 1937- Barcelone, 7 novembre 2009) est un photographe argentin dont la carrière s'est déroulée essentiellement en Espagne.

## Prix et récompenses
- 1997, Prix national de la photographie (Espagne)

## Collections
L'œuvre de Rivas Ribeiro est présente dans de nombreuses collections, parmi lesquelles :
- Musée Reina Sofía, Madrid
- Fundación Cultural Televisa, Mexico.
- Musée d'Art contemporain, Mar del Plata, Argentine.
- Musée national des Beaux-Arts, Buenos Aires, Argentina.
- Los Angeles Country Museum of Art, Los Angeles
- Bibliothèque nationale de France, Paris
- Maison européenne de la photographie, Paris
- Centro de Cultura Contemporánea, Barcelone, Espagne.
- The Museum of Contemporary Photography, Chicago
- IVAM, Valence, Espagne
- Museo Nacional de Arte de Catalunya, Barcelone

## Expositions
1993, "Le patrimoine des Bouches-du-Rhône, Pere Formiguera et Humberto Rivas", Rencontres d'Arles.

## Source
- (es) Cet article est partiellement ou en totalité issu de l’article de Wikipédia en espagnol intitulé « Humberto Rivas (fotógrafo) » (voir la liste des auteurs).